# Héctor Herrera (Leichtathlet)
Héctor Herrera (Héctor Herrera Ortiz; * 23. Mai 1959 in Vertientes) ist ein ehemaliger kubanischer Mittelstreckenläufer, der wegen seiner Sprintstärke auch in der 4-mal-400-Meter-Staffel eingesetzt wurde.
Bei den Panamerikanischen Spielen 1983 in Caracas gewann er mit der kubanischen 4-mal-400-Meter-Stafette Bronze.
1991 wurde er bei den Panamerikanischen Spielen in Havanna Sechster über 800 Meter und siegte mit der kubanischen 4-mal-400-Meter-Stafette. Bei den Weltmeisterschaften in Tokio kam er mit der kubanischen Stafette auf den achten Platz.
Im Jahr darauf wurde er über 800 Meter Iberoamerikanischer Meister. Seinen größten sportlichen Erfolg hatte er in derselben Saison als Teil der kubanischen 4-mal-400-Meter-Stafette bei den Olympischen Spielen 1992 in Barcelona. Zusammen mit Lázaro Martínez, Norberto Téllez und Roberto Hernández errang er die Silbermedaille hinter dem US-amerikanischen und vor dem britischen Team.
1993 wurde er bei den Weltmeisterschaften in Stuttgart Sechster mit der kubanischen 4-mal-400-Meter-Stafette und gewann über 800 Meter Silber bei den Zentralamerika- und Karibikspielen.
1989, 1990 und 1992 wurde er Kubanischer Meister über 800 Meter.

## Persönliche Bestleistungen
- 400 m: 45,77 s, 9. Juni 1989, Havanna
- 800 m: 1:46,61 min, 6. Juli 1991, Havanna